# Похолодання залізної доби
Похолодання залізної доби, кліматичний песимум залізної доби або нове зледеніння залізної доби — останній етап суббореального кліматичного періоду, пов'язаний з незвичайно холодним кліматом в Північній Атлантиці. Тривав приблизно з 900 по 300 р. до н. е., викликавши запустіння Північного Причорномор'я у VIII—VII ст. до н.е. На думку історика Артамонова похолодання того періоду могло спричинити міграію кімерійців та скіфів з європейських теренів до Азії. Пік падіння температури припадає на 450 р. до н. е., в епоху колоніальної експансії стародавніх греків.
За ним йде римський кліматичний оптимум (250 р. до н. е. — 400 р. н. е.). Період з 250 р. до н. е. до н. е. іноді розглядається як проміжна стадія між холодним і теплим періодами, і з цієї причини не включається до складу римського кліматичного оптимуму.